# Strage di Fossoli
La strage di Fossoli, o eccidio di Cibeno, fu compiuta dalle SS il 12 luglio 1944 presso il poligono di tiro di Cibeno, frazione – oggi quartiere – di Carpi, uccidendo 67 persone già recluse nel Campo di Fossoli.
È stata definita «l'atto più efferato commesso nell'Italia occupata dalle SS su persone internate in un campo di concentramento».

## Eventi
La versione ufficiale delle SS è che l'esecuzione dei prigionieri fosse una rappresaglia per l'uccisione di sette militari tedeschi a Genova avvenuta il precedente 25 giugno. Tale versione è stata spesso messa in discussione poiché le rappresaglie avvenivano, solitamente, più in prossimità (tanto geografica quanto temporale) rispetto alla causa scatenante. Le ipotesi alternative ritengono l'evento di Genova un pretesto ripreso a posteriori, dopo che i comandi di Verona e Fossoli avevano individuato una lista di prigionieri ritenuti, per diversi motivi, particolarmente pericolosi.
Altri elementi anomali della versione ufficiale sono: il manifesto apparso il 6 luglio, solo a Genova, in cui si annunciava la già avvenuta fucilazione di 70 prigionieri come rappresaglia per l'attentato del 25 giugno e il fatto che la lista inizialmente contenesse 71 nomi e venne ridotta all'ultimo a settanta presumibilmente per meglio simulare il concetto di rappresaglia (scampò all'eccidio Bernardo Carenini).
La pianificazione del massacro proseguì con l'interdizione all'accesso al poligono di tiro per le truppe repubblichine e con lo scavo di una fossa a opera di prigionieri ebrei.
Alle persone destinate alla fucilazione venne detto l'11 luglio che sarebbero state trasferite in una diversa baracca del campo, per permetterne la mattina successiva la tradotta verso i campi di lavoro in Germania. Il trasporto venne organizzato con tre viaggi in camion – diretti al poligono di Carpi, e non alla stazione ferroviaria come era stato comunicato ai prigionieri – che avrebbero dovuto essere di 20 persone il primo e 25 i successivi. Dell'ultimo gruppo riuscì a salvarsi Teresio Olivelli che si nascose nelle baracche dei materiali, dove per settimane ricevette la copertura da altri prigionieri fidati. Egli rimase nascosto fino all'inizio di agosto quando l'intero campo venne svuotato e i prigionieri trasferiti a Bolzano: morì a Hersbruck il 12 gennaio 1945.
Delle 69 persone trasferite al poligono, due del secondo gruppo riuscirono a sfuggire alla morte. Giunti al poligono, mentre venivano allineati sul bordo della fossa, i due assalirono i soldati tedeschi avvicinatisi per sparare loro alla nuca e balzarono in un pertugio del recinto di filo spinato dileguandosi poi, sebben feriti, nei campi. A seguito della rivolta anche i tedeschi riportarono danni testimoniati dalle vistose fasciature con cui gli altri prigionieri li videro tornare al campo per il terzo trasferimento. Per quest'ultimo trasferimento i tedeschi ammanettarono preventivamente i prigionieri.
Il conteggio ufficiale delle vittime fu per lungo tempo incerto. L'episodio di Olivelli rimase a lungo sconosciuto, tanto che Mario Fasoli e Eugenio Jemina, i due fuggitivi, riunitisi alle truppe partigiane e ignari della sorte di Olivelli, alimentarono in buona fede la notizia di essere gli unici due sopravvissuti.

## L'esumazione
Il riconoscimento delle salme fu difficoltoso – avvenne soprattutto grazie all'iniziativa personale del Dott. Angelo Bianchi Bosisio – perché sopra di esse, subito dopo l'esecuzione, fu sparsa calce viva. Le vittime furono tutti uomini, provenienti da diverse regioni, dai 16 ai 64 anni.
Tra di loro anche il Generale Della Rovere, al secolo Giovanni Bertoni, protagonista del romanzo Il generale Della Rovere. Istruttoria di un processo di Indro Montanelli, del film Il generale della Rovere di Roberto Rossellini del 1959 e dell'omonima miniserie televisiva del 2011, che è stato però depennato dall'elenco dei martiri di Fossoli a causa della sua accertata precedente attività di spionaggio a favore dei tedeschi.
La stampa dell’Italia liberata diede grande rilievo all’esumazione delle vittime e alle esequie solenni del 24 maggio 1945, avvenute presso il Duomo di Milano, e celebrate dall'arcivescovo dell'epoca Alfredo Ildefonso Schuster. Fu forse il primo momento pubblico dopo la guerra in cui popolazione, personalità politiche e militari si fusero unanimi nel compianto e nella condanna.

### Elenco delle vittime
- Andrea Achille
- Vincenzo Alagna
- Enrico Arosio
- Emilio Baletti
- Bruno Balzarini
- Giovanni Barbera
- Vincenzo Bellino
- Edo Bertaccini
- Giovanni Bertoni
- Primo Biagini
- Carlo Bianchi
- Marcello Bona
- Ferdinando Brenna
- Luigi Alberto Broglio
- Francesco Caglio
- Emanuele Carioni
- Davide Carlini
- Brenno Cavallari
- Ernesto Celada
- Lino Ciceri
- Alfonso Marco Cocquio
- Antonio Colombo
- Bruno Colombo
- Roberto Culin
- Manfredo Dal Pozzo
- Ettore Dall'Asta
- Carlo De Grandi
- Armando Di Pietro
- Ezio Dolla
- Luigi Ferrighi
- Luigi Frigerio
- Alberto Antonio Fortunato Fugazza
- Antonio Gambacorti Passerini
- Walter Ghelfi
- Emanuele Giovanelli
- Davide Guarenti
- Antonio Ingeme
- Jerzy Sas Kulczycki
- Felice Lacerra
- Pietro Lari
- Michele Levrino
- Bruno Liberti
- Luigi Luraghi
- Renato Mancini
- Antonio Manzi
- Gino Marini
- Nilo Marsilio
- Arturo Martinelli
- Armando Mazzoli
- Ernesto Messa
- Franco Minonzio
- Rino Molari
- Gino Montini
- Pietro Mormino
- Giuseppe Palmero
- Ubaldo Panceri
- Arturo Pasut
- Cesare Pompilio
- Mario Pozzoli
- Carlo Prina
- Ettore Renacci
- Giuseppe Robolotti
- Corrado Tassinati
- Napoleone Tirale
- Milan Trebsé
- Galileo Vercesi
- Luigi Vercesi